# Вулиця Горбатова (Донецьк)
Вулиця Бориса Горбатова — одна з вулиць міста Донецька. Розташована між вулицею Листопрокатчиків та шахтою «Путилівська».

## Історія
Вулиця названа на честь письменника Бориса Горбатова.

## Опис
Вулиця Горбатова знаходиться у Київському районі, на території мікрорайону «Путилівка». Починається від шахти «Путилівська» і завершується вулицею Листопрокатчиків. Довжина вулиці становить близько пів кілометра.